# Herring-Nunatakker
Die Herring-Nunatakker sind zwei markanter Nunatakker im westantarktischen Queen Elizabeth Land, die sich etwa 5 km nordwestlich des Mount Lechner in der Forrestal Range der Pensacola Mountains befinden.
Sie wurden durch Vermessungsarbeiten des United States Geological Survey und mithilfe von Luftaufnahmen der United States Navy zwischen 1956 und 1966 kartografisch erfasst. Das Advisory Committee on Antarctic Names benannte sie 1968 nach Earl F. Herring, Lagerverwalter für Flugausrüstung auf der Ellsworth-Station im Winter 1957.